# Jakob Munthe
Jakob Munthe, född 1734, död 30 januari 1793 i Skänninge, Östergötlands län, var en svensk häradshövding.
Munthe blev magister i Lund 1757. Han var docent i philosophia naturalis och physica experimentalis där mellan åren 1758 och 1765. Efter tjänstgöringen i Göta hovrätt blev han auditör vid Västerbottens regemente år 1770. Han blev häradshövding i Aska och Göstrings häraders domsaga i Östergötlands län 1776 fram till sin död 1793. Jacob Munthe dog av inflammation den 30 januari 1793.
Han son till Hans Munthe (-1759), som blev tullförvaltare i Helsingborg 1734 och 1749 i Halmstad.